# Raïon d'Ouman
Le raïon d'Ouman (en ukrainien : Уманський район) est un raïon situé dans l'oblast de Tcherkassy en Ukraine. Son chef-lieu est Ouman.
Le 18 juillet 2020, dans le cadre de la réforme administrative d'Ukraine, le raïon est étendu.

## En images

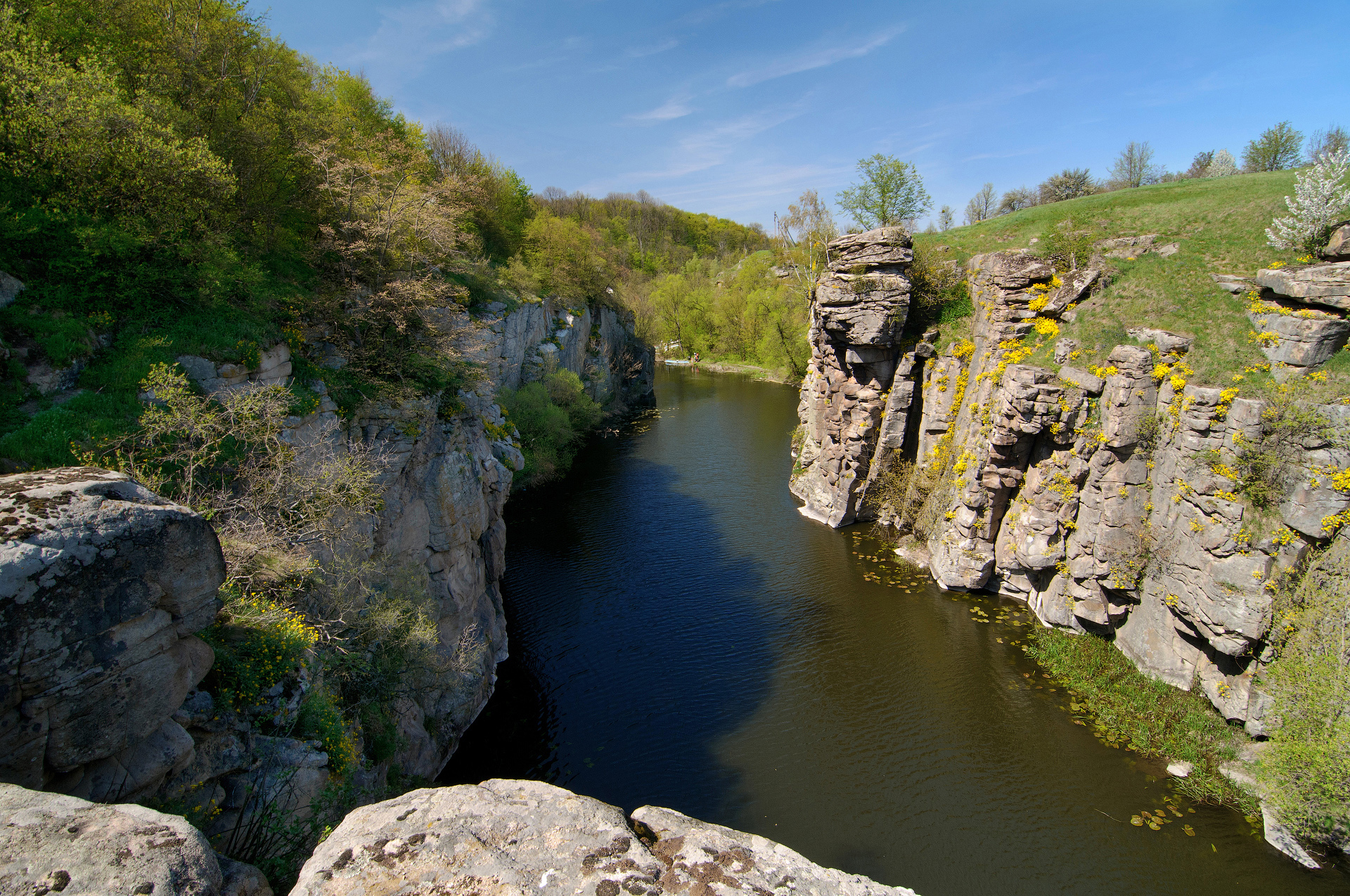
Gorge de Bouky, Registre national des monuments immeubles d'Ukraine[1],
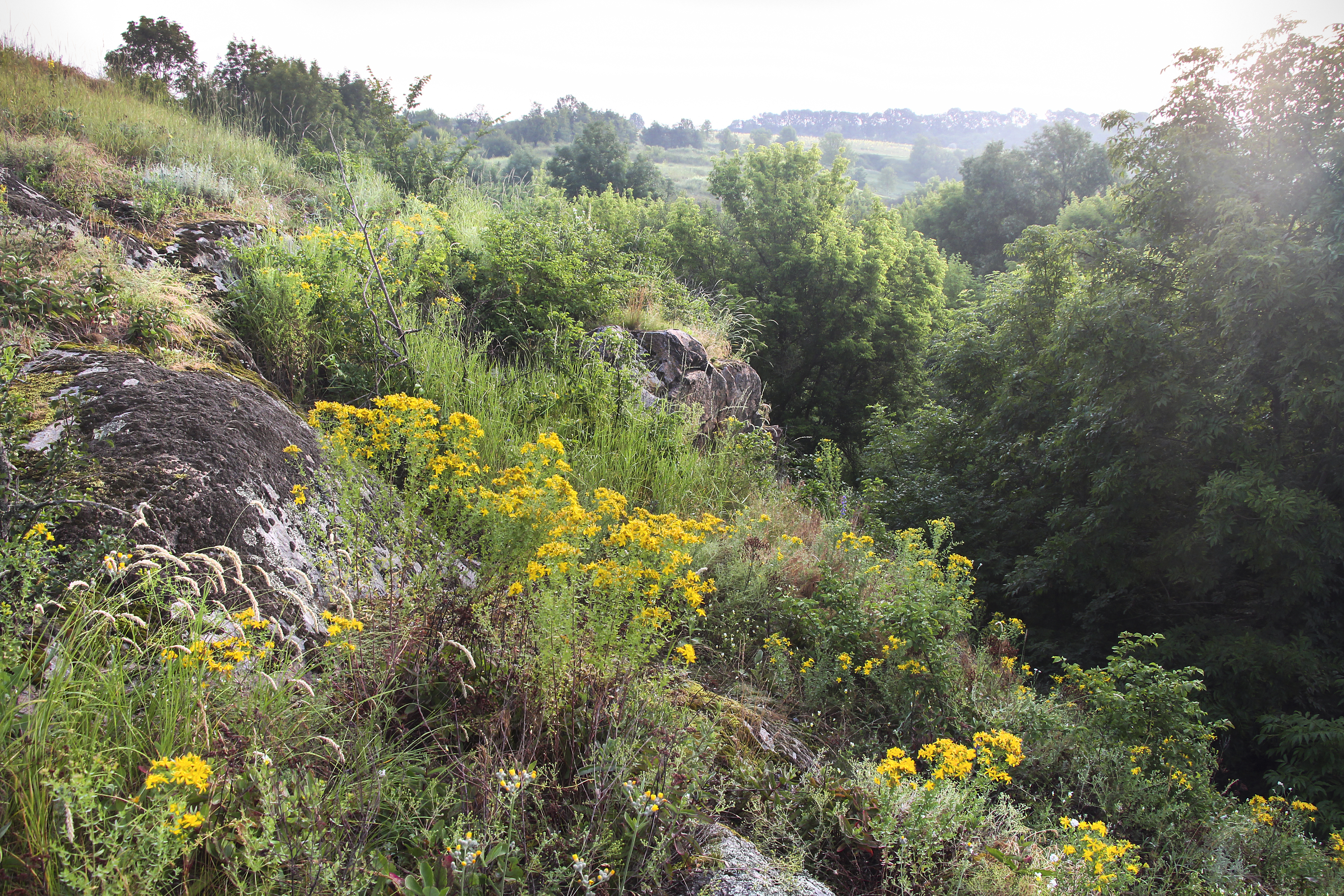
gorge de Chornokam'yanskyy prytikychskyy, classé[2],
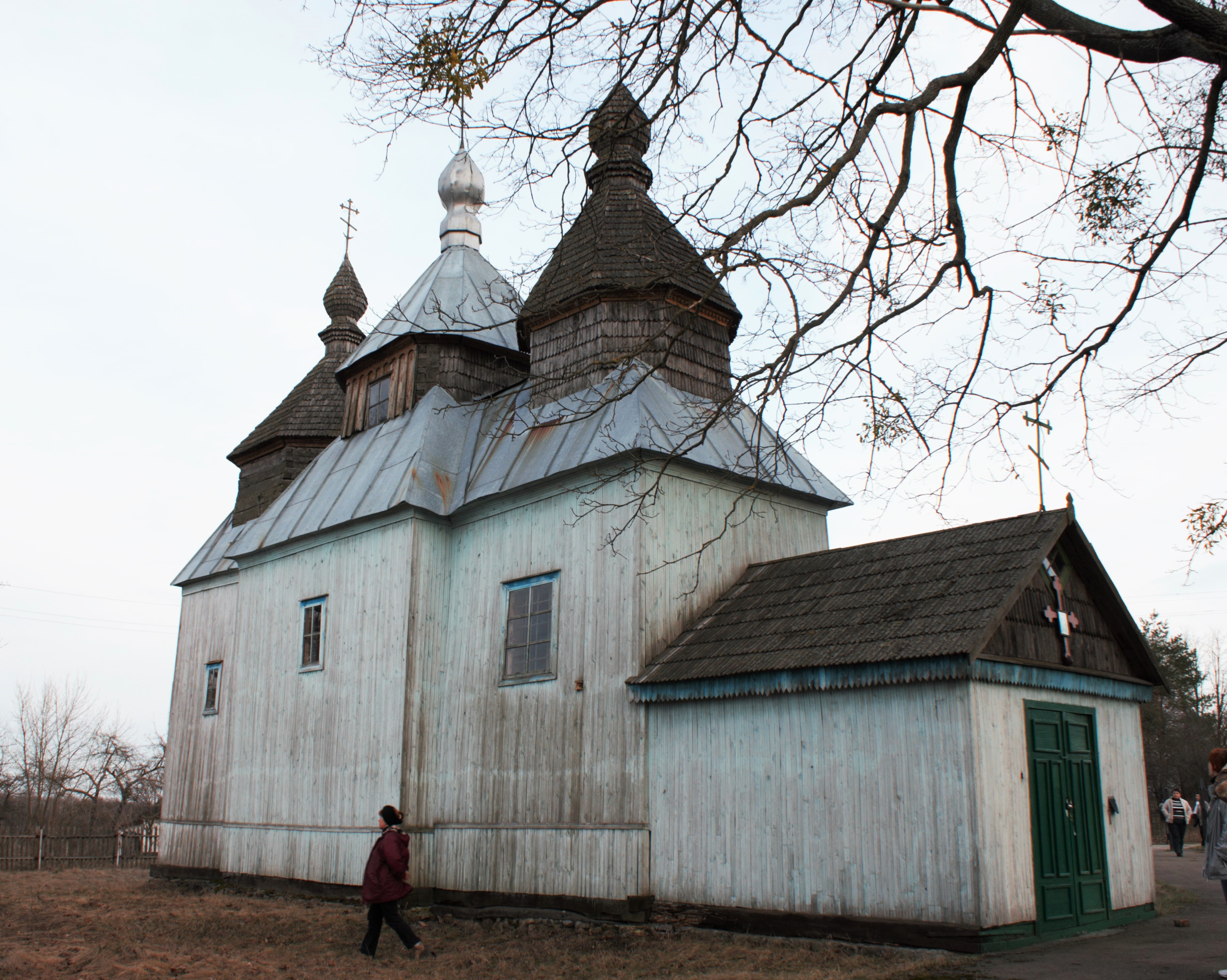
église de la Trinité classée[3],
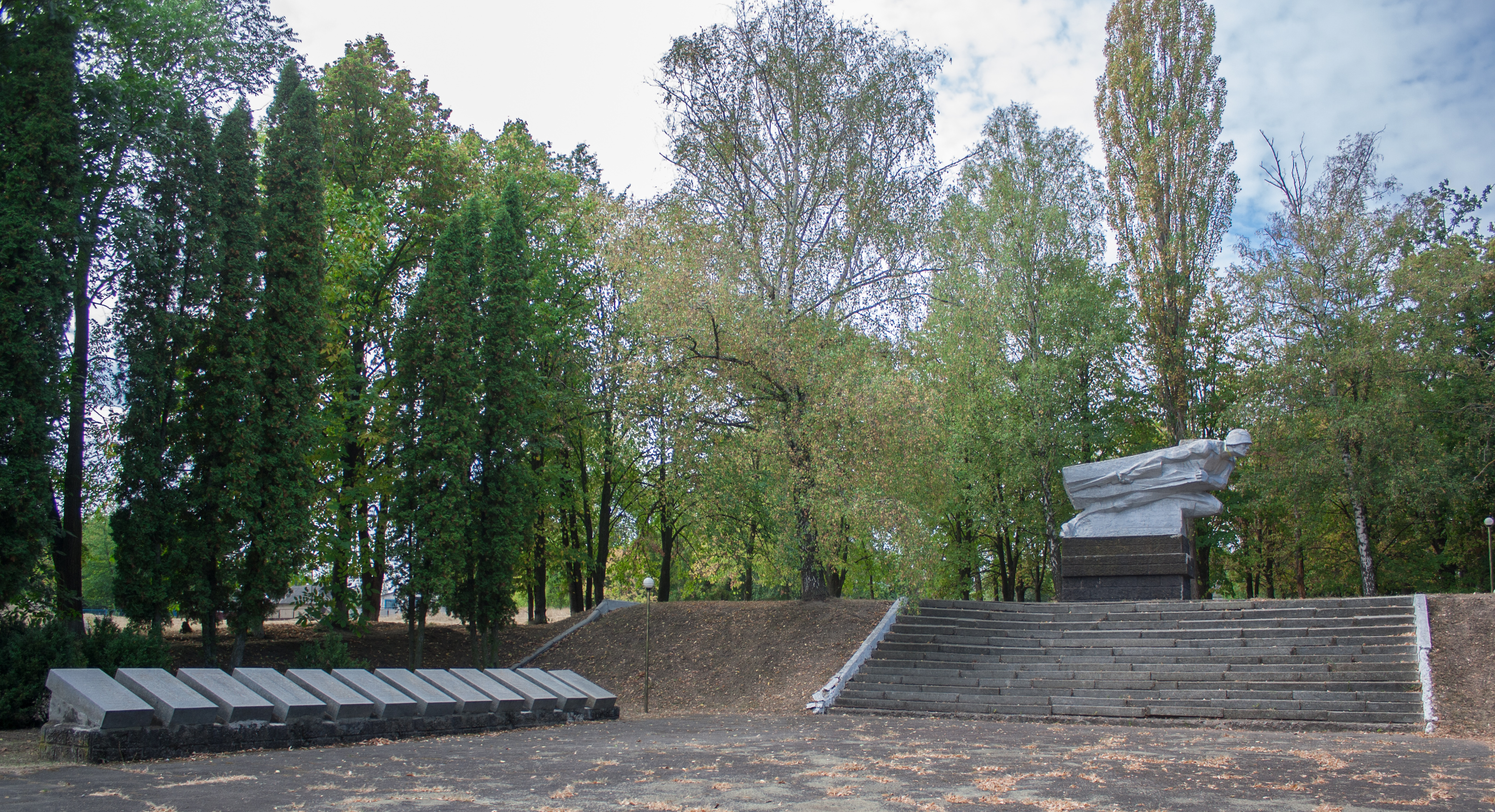
mémorial à Dobrovody, classé[4],
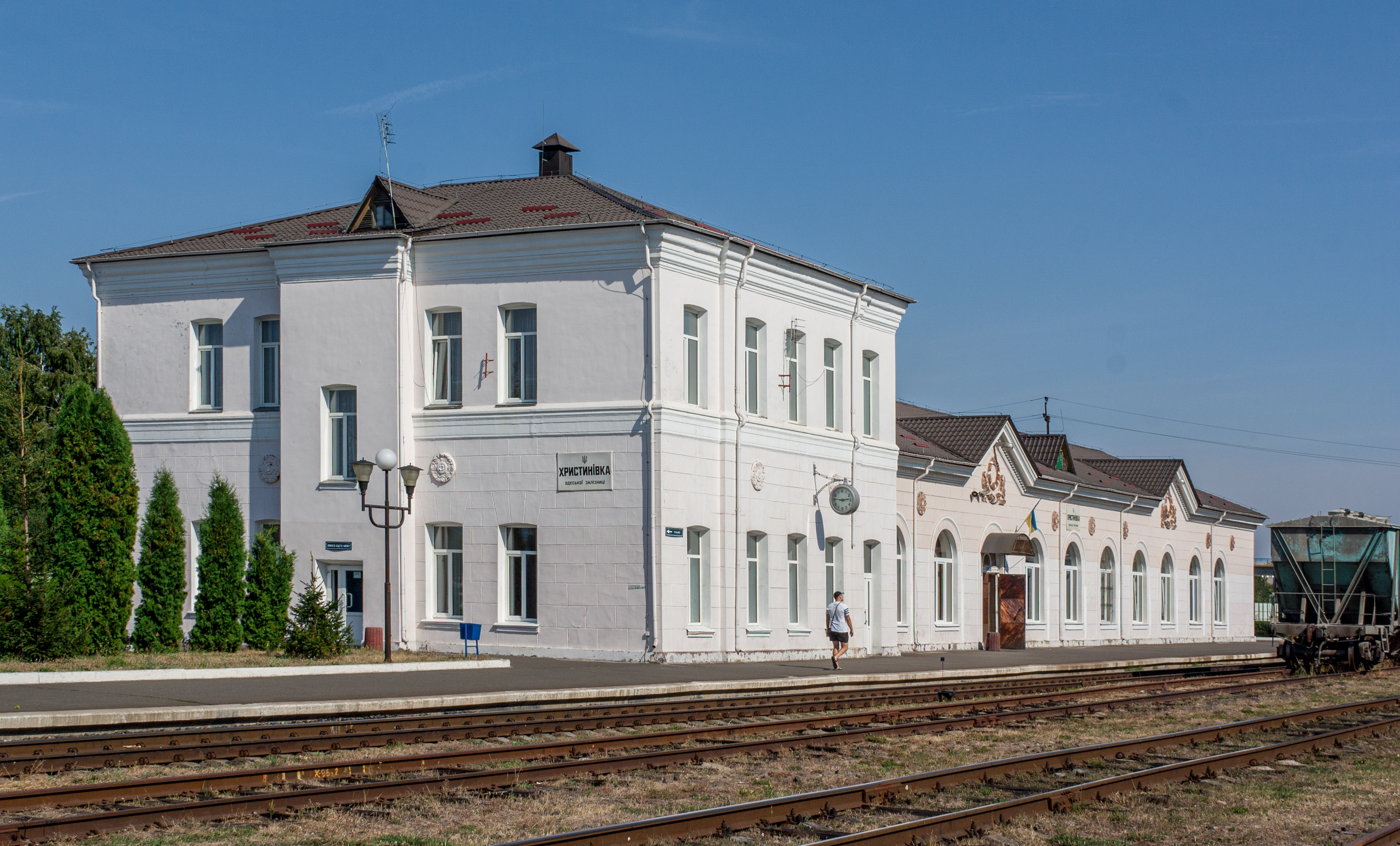
la gare de Khrystynivka classée[5],
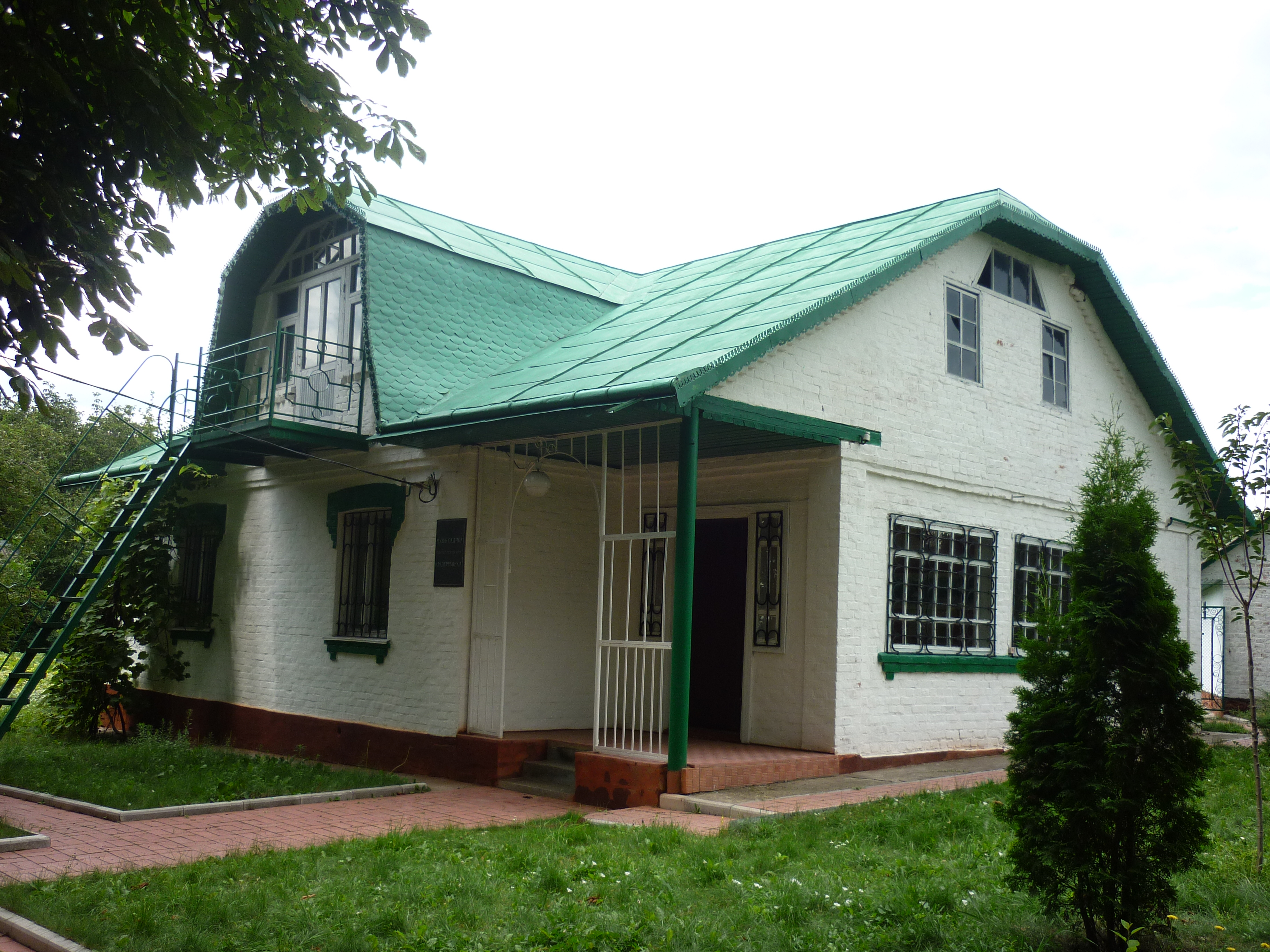
musée du raïon.